# Akeem Richmond
Pour les articles homonymes, voir Richmond.
Akeem Richmond, né le 10 avril 1991 à Sanford en Caroline du Nord, est un joueur américain de basket-ball.

## Biographie
En octobre 2014, il signe un contrat avec les Rockets de Houston, mais Houston résigne son contrat quelques jours plus tard. En novembre 2014, il signe aux Vipers de Rio Grande Valley.